# Discocerina peculiaris
Discocerina peculiaris är en tvåvingeart som beskrevs av Ichiro Miyagi 1977. Discocerina peculiaris ingår i släktet Discocerina och familjen vattenflugor. Inga underarter finns listade i Catalogue of Life.